# A Place with No Name
«A Place with No Name» (с англ. — «Безымянное место») — песня американского автора-исполнителя Майкла Джексона. Второй сингл из его посмертного студийного альбома Xscape, выпущенный на лейбле Epic Records в августе 2014 года.
Композиция представляет собой ремейк хита группы America «A Horse with No Name». В конце 90-х гг. вместе с продюсером Эллиотом Стрейтом, известным как Dr. Freeze, Джексон сделал новую аранжировку и полностью переписал текст песни. «A Place with No Name» предназначалась для его альбома Invincible, но не прошла отбор в список композиций. В июле 2009 года в интернет был слит 25-секундный отрывок песни. В 2014 году «A Place with No Name», переработанная норвежской группой продюсеров Stargate, вошла в посмертный студийный альбом Джексона Xscape.

## История создания
В 1998 году в период подготовки альбома Invincible Майкл Джексон связался с участниками группы America и получил разрешение на использование семплов одного из их хитов. Вместе с продюсером Эллиотом Стрейтом, известным как Dr. Freeze, он начал работу над набросками своей новой композиции. Результатом стала «A Place with No Name» — ремейк хита группы America 1971 года «A Horse with No Name». Джексон и Стрейт сделали новую аранжировку и полностью переписали текст песни. Продюсер без ведома певца предложил звукорежиссёру СиДжею деВиллару записать партию бас-гитары для композиции, но деВиллар застеснялся: «Мне не хотелось, чтобы Майкл видел, что я что-то делаю без его разрешения. Меня пугало, что он войдёт, а я что-то там записываю и порчу его трек». Наконец, дождавшись, когда певец покинет студию, звукорежиссёр взял гитару в руки. Его опасения сбылись: Джексон вернулся прямо в начале записи и поинтересовался, что происходит. Работа продолжилась уже в его присутствии.
Спустя неделю записи в студии длительность демоверсии составила около 8-ми минут, композиция состояла из 48 сведённых треков. В дальнейшем певец пригласил в команду новых продюсеров и звукорежиссёров, а песня была отложена на полку и так и не попала на его новую пластинку. Позже Джексон возвращался к ней ещё несколько раз. В 2004 году он внёс в неё мелкие изменения, а в середине 2008 поработал над ней с продюсером Neff-U.
В июле 2009 года в интернет был слит 25-секундный отрывок песни. Узнав в ней ремейк «A Horse with No Name», журналисты попросили группу America прокомментировать композицию: «Для нас большая честь, что Майкл Джексон записал этот трек, мы впечатлены качеством этой записи, — ответили Дьюи Баннел и Джерри Бекли. — Надеемся, что вскоре состоится официальный релиз «A Place with No Name», чтобы поклонники по всему миру — и наши, и Майкла Джексона — могли насладиться этим треком».
В 2014 году песня, переработанная норвежской группой продюсеров Stargate, вошла в посмертный студийный альбом Джексона Xscape.

## Особенности композиции
По сюжету, описанному в тексте песни, главный герой едет по пустынному шоссе. Внезапно, у его Jeep пробивает колесо, он останавливается на обочине, выходит из машины и оказывается в тумане. Герой идёт дальше по дороге, и из дымки перед ним возникает незнакомая женщина. Она обещает ему помочь, берёт его за руку и сквозь туман приводит в удивительно красивый утопический город. Женщина объясняет герою: это место, где люди не страдают и живут в любви и счастье. Она не хочет отпускать его, делает всё, чтобы он не ушёл и ей это почти удаётся, однако мужчина достаёт из кармана бумажник с фотографиями своей семьи и девушки и принимает решение вернуться домой.
«Если вы, слушая эту песню, закроете глаза, вы попадёте в удивительный мир. Это очень кинематографичная композиция, она открывает нам прекрасный мир, где живёт совсем другой народ, и его представители счастливы. „A Place with No Name“ — это словно побег из повседневной жизни», — рассказывает Стрейт. В делюкс-издание Xscape вошла оригинальная демоверсия — это один из вариантов трека, записанный певцом в 2008 году. Звукорежиссёр Майкл Принс рассказал, что, по сравнению с версией 2004 года, в ней звучат другие ударные, более громкие, а бэк-вокал в финале композиции звучит дольше, чем было изначально.
Версия, переработанная Stargate, представляет собой композицию в ритме быстрого шаффла, написанную в тональности си минор.

## Релиз сингла, премьера видеоклипа и реакция критиков
«A Place with No Name» была выпущена в качестве второго сингла из посмертного альбома Джексона Xscape 11 августа 2014 года, в продажу поступили компакт-диски. 14 августа в официальном аккаунте музыканта в Twitter состоялась эксклюзивная премьера видеоклипа. Ролик, включающий в себя ранее неопубликованные кадры со съёмок видео «In the Closet», был снят режиссёром Сэмюэлем Бейером.
Критик журнала Pitchfork посчитал ремейк классического сингла America неудачной идеей, и обработка от Stargate не улучшила ситуацию: «Они заменили знаковый гитарный рифф на сладкую аранжировку в жанре электро-свинга, и это не помогло». По мнению рецензента Billboard современные продюсеры привнесли в трек звучание в стиле Стиви Уандера и мелодию, напоминающую «Remember the Time». Журналист The Telegraph писал: «Stargate совершили ошибку — в попытке освежить „A Place with No Name“, они практически „выдрали“ из неё акустический рифф и заменили его на ритмы широко известной песни Джексона 1987 года „Leave Me Alone“. Результат — монструозный звуковой коллаж с отдельными чертами того и другого трека». Критик отметил, что продюсеры бережно и уважительно отнеслись к вокалу певца — он не отодвинут на второй план, а по-прежнему является центральной частью композиции.

## Участники записи

### Оригинальная версия (1998 — 2008)
- Майкл Джексон — текст, музыка, вокал, бэк-вокал
- Dr. Freeze[англ.] — текст, музыка, бэк-вокал
- Дьюи Баннел[англ.] — музыка (семпл «A Horse with No Name»)
- СиДжей деВиллар — бас-гитара, ассистент звукорежиссёра
- Эдди Делена, Гумберто Гатика, Майк Джинг, Дэн Джонсон, Грег Бёрнс, Джефф Бёрнс — звукорежиссёры
- Адам Олмстед — ассистент звукорежиссёра

### Версия для альбомаXscape(2014)
- Майкл Джексон — текст, музыка, вокал, бэк-вокал
- Dr. Freeze — текст, музыка, бэк-вокал
- Дьюи Баннел — музыка (семпл «A Horse with No Name»)
- Stargate — музыкальные инструменты
- Миккел Эриксен — запись
- Фил Тан[англ.] — микширование

## Список композиций
- CD (номер в каталоге Epic Records — 88875021182)[6]

| №  | Название                                        | Длительность |
| -- | ----------------------------------------------- | ------------ |
| 1. | «A Place with No Name» (Edit)                   | 3:58         |
| 2. | «A Place with No Name» (Album Version)          | 5:35         |
| 3. | «Slave to the Rhythm» (Audien Remix Radio Edit) | 3:14         |

## Позиции в чартах
| Чарт (2014)           | Высшая позиция |
| --------------------- | -------------- |
| Венгрия               | 22             |
| Нидерланды            | 24             |
| Польша                | 43             |
| США (Adult R&B Songs) | 25             |